# Девојка са тетоважом змаја
Девојка са тетоважом змаја (oригинално име на шве. Män som hatar kvinnor, буквални превод Мушкарци који мрзе жене) је психолошки трилер шведског аутора и новинара Стиг Ларсона (1954–2004), који је објављен постхумно 2005. године и постао међународни бестселер. То је прва књига из „Миленијум" серијала.

## Позадина
Ларсон говори о инциденту који се, како каже, догодио када је имао 15 година: Стајао је поред док су три мушкарца силовала његову познаницу Лизбет. Данима касније, мучен кривицом јер није учинио ништа да јој помогне, молио је за опроштај - што је она одбијала да пружи. Овај инцидент, рекао је, прогањао га је годинама касније и једним делом га је инспирисао да створи лик по имену Лизбет која је такође била жртва силовања. Истинитост ове приче доведена је у питање од тренутка Ларсонове смрти, након што је колега из часописа Експо јавио Ролинг Стоуну да му је Ларсон рекао да је причу чуо из друге руке и да је препричао као своју.
Са изузетком измишљеног Хедестада, роман се догађа у стварним шведским градовима. Часопис „Миленијум“ у књигама има карактеристике сличне онима у Ларсоновом часопису Експо, као што су његова друштвено-политичка склоност и финансијске потешкоће.

## Заплет
Сваког 1. новембра током последњих 36 година, Хенрик Вангер добија анонимни урамљени осушени цвет, за свој рођендан. Све рамове има окачене на сиду у својој кући. Сваке године телефонира свом пријатељу, пензионисаном детективу-надзорнику, који дели исти рођендан и године, и прича му о најновијем цвету. Могу се само питати ко га је послао и зашто.
У децембру 2002. године Микаел Блумквист, издавач шведског политичког часописа Миленијум, изгубио је случај клевете који укључује наводе о милијардеру индустријалцу Хансу-Ерику Венештрему. Бломквист је осуђен на три месеца (одложено) затвора и наложено му је да плати велику штету и трошкове. Убрзо након тога, позван је да се састане са Хенриком Вангером, пензионисаним извршним директором корпорације Вангер, несвестан да је Вангер проверио његову личну и професионалну историју; истрагу Блумквистових околности спровела је Лизбет Саландер, сјајна, али дубоко узнемирена истраживачица и хакерка.
Вангер обећава да ће Блумквисту пружити доказе против Венештрема ако открије шта се догодило Вангеровој унуци, Харијет, која је нестала 1966. године током породичног окупљања на Вангеровом имању на острву Хедеби, истог дана када је саобраћајна несрећа на мосту привремено прекинула везу острва са копном. Блумквист остаје на острву док истражује историју породице Вангер и Харијетин нестанак. Упознаје неколико чланова клана Вагнер, укључујући Харијетиног брата, Мартина, тренутног извршног директора компаније; Изабелу, Мартинову и Харијетину мајку; и Сесилију, управитељку која је била Харијетина млађа тетка и пријатељица, која касније у роману заводи Блумквиста.
У међувремену, Саландеров правни старатељ Холгер Палмгрен добија мождани удар. Замењује га Нилс Бјурман, који изнуђује сексуалне радње од Саландерове и на крају је силује. Након што је тајно снимила њен напад, Саландерова се освећује, мучи Бјурмана и прети да ће га упропастити ако јој он не пружи потпуну контролу над њеним животом и финансијама. Затим користи машину за тетовирање како би га означила као силоватеља.
На острву Хедеби, Блумквист тражи нове доказе о Харијетином нестанку. Кључни доказ је серија фотографија које је Харијет снимила на паради непосредно пре него што је нестала. Оне показују њену нелагодну реакцију на нешто што види. Блумквист проналази фотографију коју је снимио неко ко је стајао поред Харијет. Закључује да је реаговала на младића који је стајао преко пута, али слика је превише нејасна да би могао да га идентификује. Блумквист, у Харијетином часопису, такође открива скуп имена и бројева за које се верује да су стари телефонски бројеви; међутим, његова ћерка Пернила, их идентификује као цитате из „Књиге Левитске", који описују правила о насилном кажњавању жена. Блумквист повезује једно од њих са гротескним убиством секретарице корпорације Вангер 1949. године и схвата да је можда на трагу старог серијског убице. Вангеров адвокат предлаже Саландерову као асистенткињу у истраживању.
Блумквист схвата да је Саландерова хаковала његов рачунар због почетног извештаја, и суочава се са њом како би затражио помоћ у истрази, на шта она пристаје. Њих двоје на крају постају повремени љубавници. У међувремену, Саландерова је открила преостала четири убиства која одговарају библијским цитатима у Харијетином часопису, као и још неколико која су одговарала профилу. Међутим, они схватају да је ово више од само старог охлађеног случаја када је локална мачка остављена раскомадана на њиховом трему, а на Блумквиста пуцано из даљине током поподневног трчања.
Уверена да мора постојати веза између убистава и породице Вангер, Саландерова претражује архиве корпорације Вангер. Она примећује да се већина убиства десила на локацијама у којима је корпорација пословала. Почиње да сумња да је убица Готфрид Вангер, Мартинов и Харијетин покојни отац, али открива да је он умро пре последњег убиства.
Док Саландерова и даље лови кроз архиве, Блумквист идентификује младића на фотографији упоређујући кошуљу коју је носио са униформама дечака у школи Мартина Вангера. Међутим, пре него што је ишта учинио, Мартин заробљава Блумквиста, откривајући да га је Готфрид „иницирао" у ритуално силовање и убиство жена пре властите смрти, а имплицира да је Готфрид сексуално злостављао њега и Харијет. После Готфридове смрти, Мартин наставља да убија жене, али је одустао од верских тема које су мотивисале његовог оца. Мартин пита Блумквиста о ономе што је открио о Харијет, а Блумквист схвата да Мартин није убио своју сестру. Мартин покушава да убије Блумквиста, али Саландерова - која је са Мартином успоставила везу самостално - стиже и напада га. Мартин бежи аутомобилом, Саландерова га прати, и извршава самоубиство намерно се сударајући са камионом.
Верујући да је Сесилијина сестра Анита, која сад живи у Лондону, једина родбина која можда зна нешто о Харијетиној судбини, Блумквист и Саландерова прислушкују њен телефон и сазнају да је Харијет још увек жива и да живи под Анитиним именом у Аустралији. Када је Блумквист одлетео тамо да је упозна, Харијет му говори истину о њеном нестанку: њен отац Готфрид ју је више пута силовао, док га није убила у самоодбрани. То ипак није решило проблем, јер је Мартин преузео улогу свог оца и наставио да је силује. Харијет је нашла мало мира кад је Мартин послат у припремну школу, али се он вратио на дан њеног нестанка. Харијет је схватила да га се никад неће ослободити ако не побегне, па је током саобраћајне несреће нашла место да се сакрије, а Анита ју је следећег јутра прокријумчарила на копно. Блумквист наговара Харијет да се врати у Шведску, где се поново састаје са Хенриком. Блумквист затим прати Саландерову на сахрану њене мајке.
Назад у Шведској, Блумквист сазнаје да су докази против Венештрема, које му је Вангер обећао, бескорисни. Међутим, Саландерова је хаковала Венештремов рачунар и открила да су његови злочини превазишли оно што је Блумквист документовао. Користећи њене доказе, Блумквист штампа материјал и књигу која упропаштава Венештрема и излаже Миленијум на националном нивоу. Саландерова је користећи своје вештине хаковања успева да украде око 2,6 милијарди круна (око 260 милиона долара) са тајног банковног рачуна компаније Венештрем. Блумквист и Саландерова проводе заједно Божић у његовом одмаралишту. Убрзо након тога одлази до Блумквистове куће, намеравајући да му изјави љубав и преда му Божићни поклон, али кад га види са својом дугогодишњом љубавницом и пословном партнерком Ериком Берјер, баца поклон у смеће и одлази.
Као постскриптум, Саландерова наставља да надгледа Венештрема и након шест месеци анонимно обавештава адвоката у Мајамију о његовој локацији. Четири дана касније, тело Венештрема пронађено је у Марбељи у Шпанији, упуцано три пута у главу.

## Ликови
- Микаел Блумквист - новинар, издавач и сувласник месечног политичког часописа „Миленијум"
- Лизбет Саландер -  хонорарни агент за надзор и истраживач специјализована за истраживање људи у име компаније „Милтон Секјурити"
- Ерика Бергер - главна уредница / већински власник Миленијума и Блумквистова дугогодишња љубавница
- Хенрик Вангер - пензионисани индустријалац и бивши извршни директор компаније Вангер
- Харијет Вангер - Хенрикова унука која је нестала без трага 1966. године
- Мартин Вангер - Харијетин брат и извршни директор компаније Вангер
- Готфрид Вангер - Хенриков нећак и Мартинов и Харијетин покојни отац
- Изабела Вангер - Готфидова удовица, Мартинова и Харијетина мајка
- Сесилија Вангер - ћерка Харалда Вангера, једна од Хенрикових нећака
- Анита Вангер - ћерка Харалда Вангера, једна од Хенрикових нећака, тренутно живи у Лондону
- Биргер Вангер - син Харалда Вангера, један од Хенрикових нећака
- Харалд Вангер - Хенриков старији брат, члан шведске нацистичке партије
- Ханс-Ерик Венештрем - корумпирани милијардер финансијер
- Роберт Линдберj - банкар, Блумквистов извор за клеветничку причу о Венештрему
- Вилијем Борj - бивши новинар и Блумквистов непријатељ
- Моника Абрахамсон - Блумквистова бивша супруга за коју се оженио 1986. године и развео 1991. године
- Пернила Абрахамсон - њихова ћерка рођена 1986. године
- Грегер Бекман - муж Ерике Берјер
- Холгер Палмгрен - Саландеров правни старатељ и адвокат који задобија мождани удар
- Нилс Бјурман - Саландеров правни старатељ и адвокат након Палмгрена
- Дирх Фруде - бивши адвокат корпорације Вангер, а сада адвокат само једонг клијента: Хенрика Вангера
- Драган Армански - извршни и оперативни директор Милтон Секјуритија, Лизбетин послодавац
- Плејг - компјутерски хакер/геније
- Ева - девојка Мартина Вангера
- Кристер Малм - директор, уметнички дизајнер и сувласник компаније Миленијум
- Јане Далман - генерални уредник Миленијума
- Густаф Морел - пензионисани детективски надзорник који је истраживао Харијетин нестанак
- Ана Нигрен - кућепазитељка Хенрика Вангера
- Гунар Нилсон - чувар поседа Хенрика Вангера на Хедебију

## Награде и признања
Роман је, уз велику част, објављен у Шведској, а касније у многим другим европским државама. 2006.  године, на изворном језику, освојио је шведску награду "Стаклени кључ" за најбољи криминалистички роман године. Такође је освојио "Боеке" награду 2008. Гардијан је сврстао "Девојка са тетоважом змаја" на место број 98 на листи 100 најбољих књига 21. века.
"Девојка са тетоважом змаја" је продат у преко 30 милиона примерака до 2010. године. У Сједињеним Америчким Државама је продато преко 3,4 милиона примерака у корицама или у форматима е-књига, а укупно 15 милиона до јуна 2011. године.

## Филмске адаптације
Главни чланц: „Девојка са тетоважом змаја" (филм из 2009) и „Девојка са тетоважом змаја" (филм из 2011)
- Шведска продукцијска кућа "Жута птица" креирала је филмске верзије прве три миленијумске књиге, сва три филма објављена су 2009. године, почевши са Мушкарцима који мрзе жене, који је режирао дански филмски стваралац Нилс Арден Оплев. Главне јунаке су играли Микел Никвист и Номи Рапас.
- Холивудска филмска адаптација књиге, режисера Дејвид Финчера, објављена је у децембру 2011. године. Главне ликове тумаче Данијел Крејг[9] и Руни Мара.[10]